# Kirchseebach
Der Kirchseebach, im Unterlauf Hackenseebach, ist ein Fluss, der im Kirchsee im Landkreis Bad Tölz-Wolfratshausen (Oberbayern) entsteht und nach Durchlaufen des Hackensees im Teufelsgraben im Landkreis Miesbach in einer Bachschwinde versickert.

## Verlauf
Der Kirchseebach verlässt den Kirchsee auf dessen Ostseite ins Kirchseemoos. Dort nimmt er nach kurzem Lauf im Moor den Kalterbach auf und daraufhin den Reutberger Mühlbach. Bei Babenberg wird er zu einem Weiher für den Betrieb der Babenbergermühle aufgestaut. Im weiteren Verlauf liegt die Pelletsmühle. Nach Babenberg beginnt der Lauf des Kirchseebachs im Teufelsgraben bis zum Hackensee, dessen Auslauf auch als Hackenseebach bezeichnet wird. Im Teufelsgraben selbst verschwindet der Bach nun in einer Bachschwinde.